# Station Veggli
Station Veggli is een voormalig station in  Veggli in de gemeente Rollag in fylke Viken  in  Noorwegen. Het station werd geopend in 1927. Het werd ontworpen door Gudmund Hoel en Bjarne Friis Baastad van het eigen architectenkantoor van NSB. Het station ligt aan Numedalsbanen, de spoorlijn tussen Rødberg en Kongsberg. Het station werd net als de spoorlijn in 1989 gesloten voor personenvervoer. 